# Liga Colombiana de Béisbol Profesional 1994-95
La temporada de la Liga Colombiana de Béisbol Profesional 1994-95 oficialmente y por motivos de patrocinio llamada Copa Kola Román-Águila 1994/1995 fue la 20° edición de este campeonato disputada a partir del 18 de diciembre de 1994. Un total de 4 equipos participaron en la competición de cuatro ciudades Barranquilla, Cartagena de Indias, Montería y Sincelejo, en esta temporada se dio inicio a la tercera y actual etapa del béisbol colombiano después de cinco años sin organizarse un campeonato. El campeón fue Caimanes de Barranquilla obteniendo su segundo título.
Los juegos inaugurales se dieron en Montería con el duelo entre Kola Román siendo local contra Rancheros de Sincelejo, los lanzadores fueron Manuel Hérnandez debutante como profesional, y Alex De La Espriella por parte de los cerveceros, los locales vencieron 5-1 a la novena de Sincelejo. En Cartagena se jugaba el otro duelo inaugural entre Soda Clausen como local y Caimanes de Barranquilla, los locales contaron con la actuación de Orlando Cabrera y los lanzadores fueron Miguel Teherán por parte de los cartageneros y el puertorriqueño Gerardo Sánchez por parte de los barranquilleros que perderían 11-4.

## Sistema de juego
Del 18 de diciembre de 1994 hasta el 9 de febrero de 1995 se disputaron 36 juegos 18 de local y 18 de visitante. El primero y segundo de la temporada regular jugaron el play-off final para definir al campeón del torneo en siete juegos del 12 de febrero de 1995 hasta el 19 de febrero de 1995.

## Equipos participantes
| Equipo                                  | Fundación | Departamento | Ciudad       | Estadio                    | Capacidad |
| Rancheros de Sincelejo (Cerveza Águila) | 1987      | Sucre        | Sincelejo    | Estadio 20 de Enero        | 10 000    |
| Vaqueros de Montería (Kola Román)       | 1984      | Córdoba      | Montería     | Estadio Dieciocho de Junio | 11 000    |
| Tigres de Cartagena (Soda Clausen)      |           | Bolívar      | Cartagena    | Estadio Once de Noviembre  | 12 000    |
| Caimanes de Barranquilla (Vick Vaporub) | 1984      | Atlántico    | Barranquilla | Estadio Tomás Arrieta      | 8 000     |

## Temporada regular
Cada equipo disputó 36 juegos del 18 de diciembre de 1994 hasta el 9 de febrero de 1995.
| Pos | Equipo                 | JG | JP | JJ | AVG. | Dif |
| --- | ---------------------- | -- | -- | -- | ---- | --- |
| 1.  | Caimanes Vick Vaporub  | 22 | 14 | 36 | .611 | --- |
| 2.  | Tigres Soda Clausen    | 18 | 18 | 36 | .500 | 4,0 |
| 3.  | Vaqueros Kola Román    | 17 | 19 | 36 | .472 | 5,0 |
| 4.  | Rancheros de Sincelejo | 15 | 21 | 36 | .416 | 7,0 |

|  | Clasificados al play off final |
|  | Eliminados.                    |

## Play Off Final
Se disputaron 6 juegos para definir el campeón del 11 al 18 de febrero de 1995.
| Pos | Equipo                | JG | JP | JJ | AVG. | Dif |
| --- | --------------------- | -- | -- | -- | ---- | --- |
| 1.  | Caimanes Vick Vaporub | 4  | 2  | 6  | .667 | --- |
| 2.  | Tigres Soda Clausen   | 2  | 4  | 6  | .333 | 2   |

|  | Campeón    |
|  | Subcampeón |

| Serie Play Off LCBP de 1994/95 Tigres de Cartagena 2-4 Caimanes de Barranquilla |            |                       |                 |                           |       |
| Juego                                                                           | Fecha      | Resultado             | Serie (TIG-CAI) | Lugar                     | Hora  |
| 1                                                                               | Febrero 11 | Tigres 12; Caimanes 7 | 1–0             | Estadio Tomás Arrieta     | 16:00 |
| 2                                                                               | Febrero 12 | Tigres 1; Caimanes 11 | 1–1             | Estadio Tomás Arrieta     | 17:00 |
| 3                                                                               | Febrero 14 | Caimanes 9; Tigres 3  | 1–2             | Estadio Once de Noviembre | 20:00 |
| 4                                                                               | Febrero 15 | Caimanes 8; Tigres 3  | 1–3             | Estadio Once de Noviembre | 20:00 |
| 5                                                                               | Febrero 16 | Caimanes 0; Tigres 3  | 2–3             | Estadio Once de Noviembre | 20:00 |
| 6                                                                               | Febrero 18 | Tigres 3; Caimanes 5  | 2–4             | Estadio Tomás Arrieta     | 20:00 |

| Colombia                                        |
| Campeón Caimanes de Barranquilla Segundo título |

## Los mejores
| Stat                     | Jugador                                 | Total |
| ------------------------ | --------------------------------------- | ----- |
| Porcentaje de bateo (BA) | José Macias (TIG)                       | .378  |
| Hits (H)                 |                                         |       |
| Carrera impulsada (RBI)  | Julio Armas (CAI)                       | 39    |
| Carrera anotada (R)      | Jolbert Cabrera (IND)                   | 32    |
| Dobles (2B)              | José Macias (TIG) Orlando Cabrera (TIG) | 10    |
| Triples (3B)             | José Marchan (TIG)                      | 4     |
| Home run (HR)            | Jesús Gonzalez (CAI)                    | 8     |
| Robo de base (SB)        | José Macias (TIG)                       | 8     |

| Stat                 | Jugador              | Total         |
| -------------------- | -------------------- | ------------- |
| Juegos ganados (GAN) | Jhonny Naveda (CAI)  | 5W-0L (1.000) |
| Efectividad (ERA)    | Jhonny Naveda (CAI)  | 1.15          |
| Ponches (SO)         | Walter Miranda (TIG) | 53            |